# Marcelo Squassoni
Marcelo Squassoni (São Paulo, 14 de setembro de 1967) é um político brasileiro. Filiado ao Republicanos, Squassoni foi eleito deputado federal por São Paulo nas eleições estaduais de São Paulo em 2014 com 30.315 votos, 0.14% do total.
Anteriormente, foi vereador do Guarujá em três mandatos, onde presidiu a Câmara Municipal entre fevereiro de 2013 e janeiro de 2015. Eleito deputado federal pelo Partido Republicano Brasileiro (PRB) em 2014, Marcelo Squassoni é paulistano de nascimento, mas muito cedo adotou Guarujá, na Baixada Santista, como sua cidade.

## Vereador
Vereador de Guarujá em três legislaturas, entrou na vida pública ainda jovem, elegendo-se vereador pela primeira vez em 1992, aos 25 anos, pelo extinto PL, com 415 votos. Voltou a concorrer em 2008, alcançando 1.813 votos, o que lhe conferiu a primeira suplência do PRB. Assumiu mandato em 2011, após seu colega de partido, Luiz Carlos, ter assumido vaga de secretário municipal.
Candidato novamente em 2012, foi eleito pelo PRB com 2.165 votos, assumindo em 2013 e sendo eleito, por unanimidade, presidente da Câmara Municipal.

### Presidente da Câmara Municipal de Guarujá
Como presidente da Câmara Municipal de Guarujá, Squassoni obteve grande projeção, com uma gestão marcada pela independência do Legislativo em relação ao Executivo. Entre seus projetos, destacam-se o que originou a lei que acabou com a isenção fiscal, de IPTU e ISS a clubes milionários da Cidade e o que revogou as gratificações exorbitantes a servidores do Legislativo.
Também promoveu cortes em inúmeros contratos da Câmara, como o de locação de veículos e de transmissão televisiva das sessões, entre outros, garantindo economia de recursos para investimento em diversas ações pelo Município. Foi, ainda, um dos articuladores da aprovação da lei que implantou a Operação Delegada em Guarujá, importante reforço na Segurança Pública, cujos reflexos positivos foram percebidos de imediato com a queda dos índices de criminalidade. Ainda liderou movimento dos vereadores, com apoio de deputados estaduais, em caravana à Secretaria de Segurança Pública do Estado para cobrar medidas efetivas para o setor.
O saldo de sua gestão na Presidência da Câmara foi a devolução de mais R$ 1,5 milhão economizados em 2013, aplicados no término das obras da Maternidade Ana Parteira. Ainda foi o responsável pela articulação junto ao empresariado da Baixada Santista que resultou na construção de um novo hospital para Guarujá com recursos 100% privados. A unidade, que atenderá usuários do SUS, fica no Distrito de Vicente de Carvalho e está em fase final de obras.

## Deputado federal
Em 2014, durante seu terceiro mandato como vereador em Guarujá, concorreu a deputado federal pelo PRB, sendo eleito com 30.315 votos, sendo 23.736 em Guarujá, município onde terminou como o candidato a deputado federal mais votado.
Marcelo Squassoni vem se destacando na defesa dos interesses da Baixada Santista no Congresso. Acompanha de perto temas específicos do Litoral, como a execução de importantes obras portuárias e o projeto de criação do primeiro aeroporto civil metropolitano da região, em Guarujá.
Priorizou o setor da Saúde na indicação das emendas parlamentares impositivas a que tem direito na Casa. Dos R$ 10 milhões a que tem direito, Squassoni indicou R$ 7 milhões para o Hospital Santo Amaro, de Guarujá, e R$ 500 mil para o Hospital do Exército, em São Paulo. O parlamentar reservou, ainda, R$ 1,5 milhão para a reforma do Ginásio do Guaibê, em Guarujá, e R$ 1 milhão para a construção de um portal turístico para Bertioga, também na Baixada Santista.
Votou a favor do Processo de impeachment de Dilma Rousseff e do arquivamento das denúncias envolvendo o Presidente da República Michel Temer. . 

### CPI da Petrobras e CPI do BNDES
Participou ativamente como membro da CPI da Petrobras, destinada a apurar suspeitas de pagamento de propinas envolvendo funcionários da estatal e uma série de contratos com fornecedores. É, também, 3ª vice-presidente da CPI do BNDES, que investiga supostas irregularidades envolvendo o Banco Nacional de Desenvolvimento Econômico e Social (BNDES), como a concessão de empréstimos do BNDES concedidos entre 2003 e 2015 a países como Angola e Cuba, além de empréstimos concedidos a empresas investigadas pelo Ministério Público Federal, e pela Polícia Federal, que seriam de fachada.

### Comissões
Squassoni é, ainda, membro da Comissão de Relações Exteriores e Defesa Nacional, além da Comissão de Minas e Energia, que, entre outras coisas, analisa e fiscaliza as matérias referentes à crise hídrica que afeta diversos estados brasileiros.

### Frente parlamentar
Em 25 de junho de 2015, assumiu a coordenação da Frente Parlamentar Mista de Combate ao Roubo de Cargas no Congresso, onde foi reinstalada contando com a adesão de 207 deputados federais e dois senadores.

## Empresário
Aos 47 anos, é casado há 22 anos com Flávia Sguillaro Credidio Squassoni e pai de Duilio Credidio Squassoni, de 18 anos. Formado em Direito pela UNICEB, hoje Universidade Metropolitana de Santos (UNIMES), começou a trabalhar cedo, com os irmãos, no ramo da Construção Civil. Os negócios prosperaram e, em 2001, numa sociedade com seu pai, o engenheiro Duilio Squassoni, abriu uma fábrica de ferragens para linhas de transmissão de energia. Seis anos mais tarde, em 2007, adquiriu a representação da filial brasileira da Avanti Cosméticos – Prestige Cosméticos, presente em mais de 40 países.

## Processos Judiciais
Marcelo foi condenado por improbidade administrativa por uso da máquina pública para favorecimento pessoal devido à expedição irregular de certidão negativa de débito não condizente ao valor real do imóvel. Justiça determinou ressarcimento integral do dano correspondente e a pagamento de multa civil. Parlamentar recorre da decisão: TRF-3 - Apelação nº 0005750-84.2006.4.03.6100 (recurso corre sob segredo de justiça). É alvo de ação civil de improbidade administrativa com dano ao erário, movida pelo Ministério Público Estadual.

## Brasília
Já próximo da conclusão de seu primeiro mandato de vereador de Guarujá, em 1996 concorreu à Prefeitura da cidade pelo PSL, obtendo 1.273 votos. Depois disso, teve uma breve passagem como assessor do então senador Romeu Tuma (1931-2010) em Brasília. Em seguida , assumiu, em 1998, o cargo de diretor jurídico do então Serviço de Patrimônio da União – hoje Secretaria de Patrimônio da União (SPU).